# RT-15

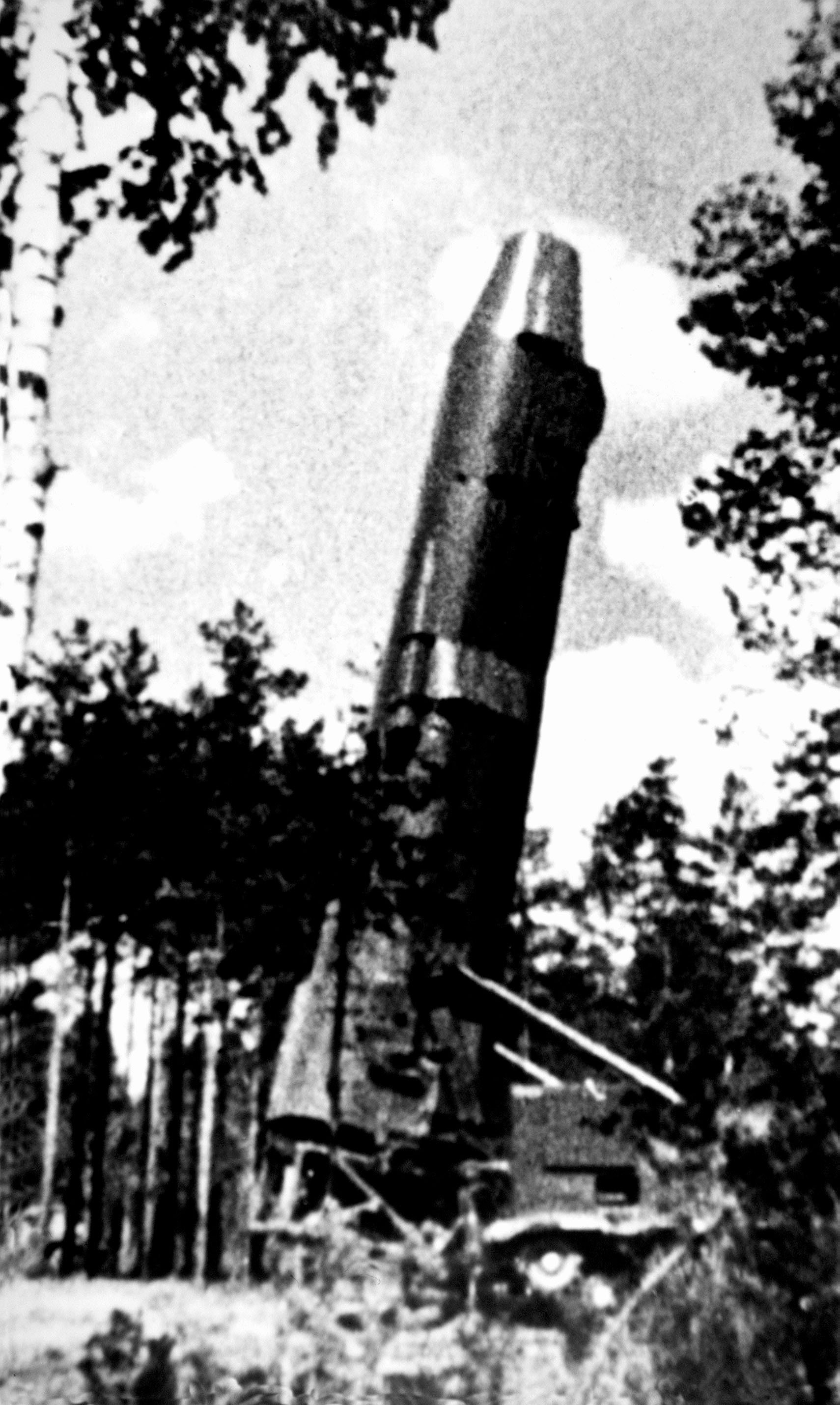

O RT-15 foi um míssil balístico de teatro móvel implantado pela União Soviética durante a Guerra Fria.  Foi atribuído o nome de relatório da OTAN de SS-14 Scamp (alternadamente o SS-14 Scapegoat ) e índice GRAU 8K96 .

## Histórico
O RT-15 foi uma tentativa soviética inicial de desenvolver um míssil balístico de teatro móvel rodoviário.  Projetado para ser capaz de ser lançado a partir de locais marítimos e terrestres e tinha um alcance máximo de 2000–2500  km.  O "tempo de reação" do míssil na condição de prontidão normal após sua chegada ao local de lançamento teria sido de 20 a 30 minutos e o "tempo de espera" na prontidão máxima (com um tempo de dois a dez minutos antes do lançamento do míssil) seria de cerca de um dia.
O RT-15 foi desenvolvido pelo escritório de projetos SP Korolev (OKB-1) com base no segundo e terceiro estágios do ICBM RT-2.  O míssil era transportado em um chassi de tanque pesado T-10 em um contêiner selado com uma notável semelhança com o também míssil balístico Atlas D dos EUA.  Após a ereção do míssil, o contêiner se dividia longitudinalmente e era retirado.
O míssil foi desenvolvido no início dos anos 1960 e foi visto pela primeira vez em um lançador de terra móvel em maio de 1965.  Seis mísseis entraram em serviço experimentalmente com o 50º Batalhão Independente de Mísseis na vila de Lesnaya, na Bielorrússia .  O sistema foi recusado para o serviço geral, alegando que o suporte eletrônico de lançamento era muito volumoso e frágil.  Os mísseis em Lesnaya foram desativados em março de 1970.

## Variantes
- RT-25: derivado modernizado
- RT-15M: (RSM-25) MRBM e SLBM

## Operadores
URSS